# Częstoskurcz stymulatorowy
Częstoskurcz stymulatorowy (PMT, z ang. pacemaker mediated tachycardia) – częstoskurcz występujący u osoby z rozrusznikiem serca, występujący jedynie w przypadku rozruszników VDD i DDD, spowodowany wstecznym przewodzeniem komorowo - przedsionkowym. 
Najczęściej jest zapoczątkowany pobudzeniem komorowym, przewiedzionym wstecznie do przedsionka, gdzie stymulator rozpoznaje je jako załamek P i układ wysyła impuls stymulujący do komory. Z uwagi, że sekwencja powtarza się, wyzwala się mechanizm wstecznego przewodzenia impulsów i następowej stymulacji, zwany pętlą reentry.
Jest jedynym częstoskurczem u chorych z rozrusznikiem serca, który może zostać przerwany przyłożeniem magnesu do układu stymulującego.
Po doraźnym opanowaniu częstoskurczu należy przeprogramować układ stymulujący.